# Ólafs ríma Haraldssonar
Ólafs ríma Haraldssonar is een 14e-eeuwse rijm door Einarr Gilsson over het leven van de heilige Óláfr Haraldsson van Noorwegen. 
Het werk is bewaard gebleven in het Flateyjarbók, van rond 1390, en was waarschijnlijk enkele tientallen jaren eerder gemaakt. Het verhaal volgt het leven van Óláfr in Heimskringla, met nadruk op het gevecht van Stiklestad en de mirakels van Óláfr na zijn dood. Het werk is formeel maar het taalgebruik simpel. Het rijm bestaat uit 65 verzen. Er zijn geen mansöngr.
Ólafs ríma wordt dikwijls beschouwd als een van de vroegste ríma.